# Stridulazione
La stridulazione è l'atto di produrre suoni sfregando tra loro certe parti del corpo. Questo comportamento è associato perlopiù agli insetti, ma è noto che anche altri animali lo fanno, come numerose specie di serpenti e ragni. Un apparato di stridulazione dedicato è stato scoperto altresì nei maschi di una sola (ad aprile 2007) specie di uccelli, il Machaeropterus deliciosus (manachino delizioso). In italiano parole di origine onomatopeica per i suoni prodotti dalla stridulazione sono ad esempio frinire (delle cicale e dei grilli) e zillare (delle cavallette).

## Stridulazione degli insetti
Gli insetti ed altri artropodi stridulano sfregando insieme due parti del corpo. Questi sono indicati genericamente come gli organi stridulatori, sebbene in molti gruppi l'intera struttura sia chiamata stridulitrum. Il meccanismo è conosciuto meglio nei grilli e nelle cavallette, ma altri insetti che possono stridulare comprendono le Scolytinae (coleotteri della corteccia), le Cerambycidae (coleotteri longicorni), le Cicadidae (cicale), le Mutillidae ("formiche di velluto"), le Reduviidae ("cimici assassine"), le Glaresidae ("scarabei enigmatici"), le formiche di fuoco nere importate (Solenopsis richteri), le larve di Lucanidae (coleotteri lamellicorni), le Passalidae (coleotteri lamellicorni), le Geotrupidae (coleotteri stercorari che perforano la terra) e alcune specie di Agromyzidae (mosche minatrici delle foglie). La stridulazione è conosciuta anche in alcune specie di millepiedi (classe Diplopoda).
Il meccanismo è tipicamente quello di una struttura con un bordo o sporgenza ben definita (il "raschiatore") che viene mossa attraverso una superficie finemente increspata (la "lima"), e che mentre fa così vibra, come il trascinamento della puntina di un fonografo attraverso un disco di vinile.
La stridulazione in parecchi di questi esempi serve per attrarre un compagno o compagna, o come forma di delimitazione del territorio, ma può anche essere un segnale di avvertimento (aposematismo acustico), come nelle formiche di velluto. Questo tipo di comunicazione fu descritto per la prima volta dal biologo sloveno Ivan Regen (1868-1947).

## Stridulazione dei serpenti
Si conoscono numerose specie di serpenti velenosi che stridulano come parte di un atteggiamento di minaccia. Essi dispongono il corpo in una serie di spire parallele a forma di C (avvolte al contrario) che strofinano insieme per produrre un suono sfrigolante, alquanto simile ad acqua su un piatto bollente. Gli esempi più noti sono membri del genere Echis (vipere con le squame a sega), sebbene si sappia che lo fanno anche quelle del genere Cerastes (vipere del deserto nordafricane) e almeno una specie di vipera delle boscaglia, Atheris desaixi.

## Stridulazione dei ragni
La maggior parte dei ragni sono silenziosi, ma è noto che alcune specie di tarantola stridulano. Quando è disturbata, la Theraphosa blondi, la tarantola Golia, può produrre un rumore sibilante piuttosto forte sfregando insieme le setole sulle sue gambe. Si dice che questo sia udibile ad una distanza fino a 4,5 m.
Uno dei ragni lupo, la Schizocosa stridulans Stratton, produce suoni a bassa frequenza flettendo il suo addome (tremulazione) oppure stridulazioni ad alta frequenza usando i cimbi (bulbi palpiali) posti alle estremità dei suoi pedipalpi.